# Franco Malerba
Franco Egidio Malerba (Busalla, 10 ottobre 1946) è un ex astronauta, militare e politico italiano.
Ufficiale di complemento per la Marina Militare, è stato il primo astronauta italiano della storia, avendo fatto parte dell'equipaggio portato in orbita dallo Space Shuttle Atlantis il 31 luglio 1992 nel corso della missione STS-46.

## Biografia
Nato a Busalla, piccolo centro alle porte di Genova, nel 1965 ottiene il diploma di maturità classica presso il Liceo Giuseppe Mazzini del capoluogo ligure. Successivamente si iscrive presso l'Università di Genova, ove nel 1970 si laurea (con votazione di 110 e lode) in ingegneria elettronica con specializzazione nel campo delle telecomunicazioni; nei successivi quattro anni consegue una laurea in fisica con specializzazione in biofisica presso il medesimo ateneo, concludendo anche in questo caso col massimo dei voti.
Tra il 1970 e il 1975 è assistente ricercatore al Laboratorio di Biofisica e Cibernetica del CNR di Genova, ove collabora ad un lavoro sperimentale sulla biofisica delle membrane. Nel 1971 è conferente di cibernetica e teoria dell'informazione presso la facoltà di fisica dell'Università di Genova, mentre l'anno successivo ricopre il ruolo di assistente ricercatore estivo al Centro di Ricerca Nato Saclant de La Spezia, ove lavora sulle metodologie di rilevamento ed elaborazione dei segnali per sistemi sonar.
Nel triennio 1972-1974 viene nominato ricercatore al National Institutes of Health di Bethesda, negli USA, ove si occupa di progettazione, sviluppo, test e pratica su di un micro-spettrofotometro per ricerche sulla biofisica dei fotoricettori (utilizzando retine di rane).
Nel 1973 ottiene la licenza di pilota aereo privato presso il College Park di Washington e più tardi l'equivalente italiano della stessa licenza di volo.
Divenuto frattanto ufficiale di complemento della Marina Militare, presta servizio nel 1974-1975 in qualità di guardiamarina delle Armi Navali a bordo del cacciatorpediniere San Giorgio, ove è anche conferente scientifico dell'Accademia Navale, quindi al Mariperman Technical Center di La Spezia per cui lavora al sistema di trasmissione ELF.
Tra il 1976 e il 1989 ricopre posizioni tecniche e di management tecnico presso la Digital Equipment in Italia ed in Europa. Lavora principalmente nel campo dei sistemi multiprocessori (Parigi 1976, Milano 1977), dell'ingegneria di reti di computer (Genova 1981-1985), e delle tecnologie di telecomunicazioni (Roma 1986-1988, e Sophia Antipolis nel 1989).
Nel 1977 Malerba viene scelto dall'Agenzia Spaziale Europea (ESA) come uno dei quattro candidati Payload Specialist europei per la prima missione Spacelab, diventando membro dello staff del Centro Tecnico Europeo (ESTEC) del dipartimento scientifico spaziale dell'ESA, nella divisione specializzata sulla fisica dei plasmi, lavorando allo sviluppo, il collaudo, e la qualificazione dell'ES020 - PICPAB (un esperimento internazionale sulla fisica dei plasmi nella ionosfera per il primo Spacelab payload, andato in orbita nel 1983), coinvolgendo l'uso di fasci di particelle cariche accelerate.

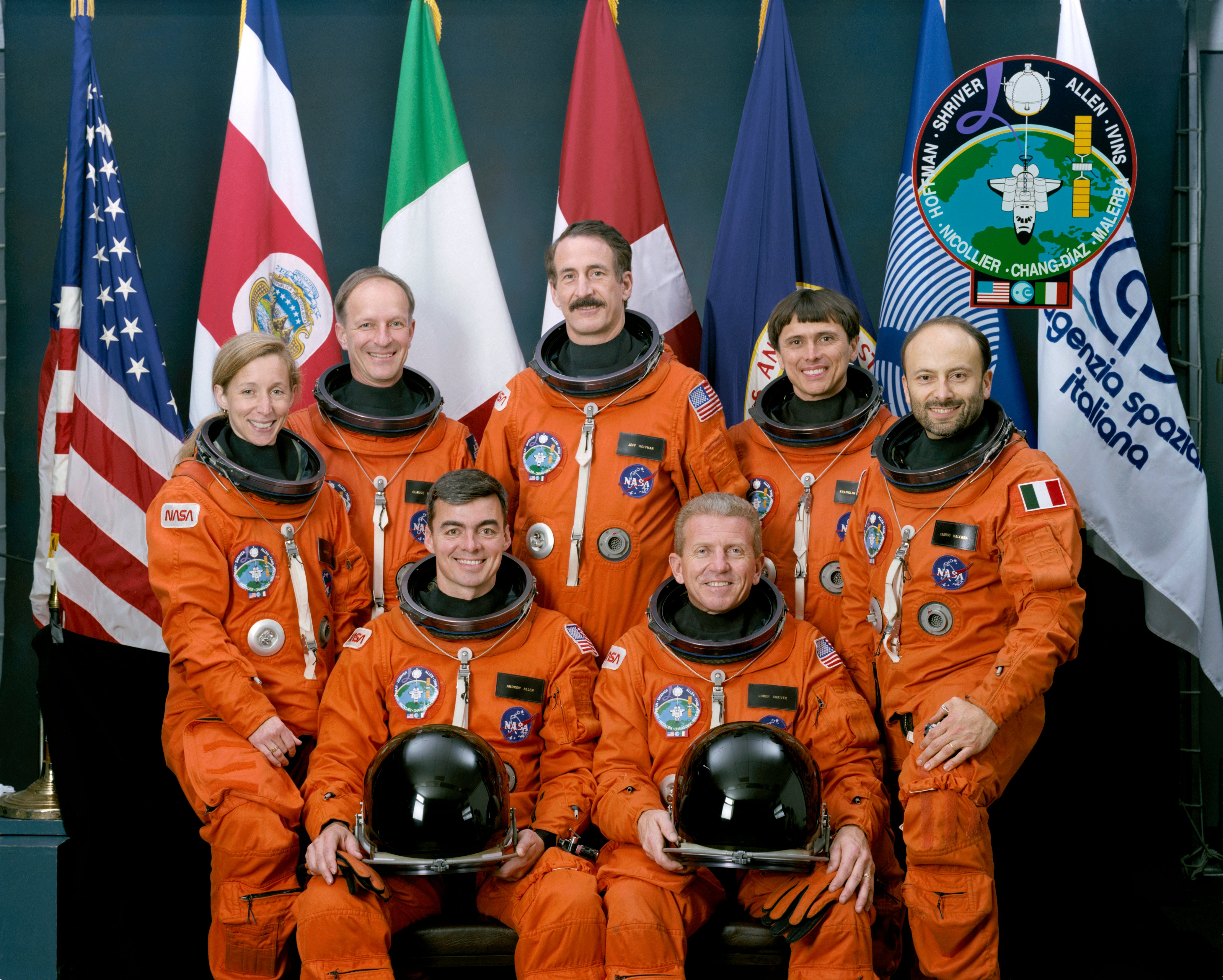
L'equipaggio della STS-46: Malerba è il primo sulla destra.

Dopo essere stato selezionato come Payload Specialist dall'Agenzia Spaziale Italiana (ASI) e dalla NASA nel 1989 per la missione TSS-1, diviene un membro dello staff ASI e viene assegnato al Johnson Space Center della NASA ad Houston per l'allenamento. Nel settembre 1991 viene designato Prime Payload Specialist per la missione TSS-1. Di lì a poco Malerba diviene il primo cittadino italiano a volare nello spazio, a bordo della STS-46 (dal 31 luglio 1992 al 7 agosto 1992), occupandosi tra le altre mansioni di testare il satellite italiano Tethered.
Dopo la missione, Franco Malerba è stato uno dei membri fondatori della Società Spaziale Italiana (SSI).
Nel 1994 è stato eletto deputato al Parlamento europeo per il Partito Popolare Europeo, nelle liste di Forza Italia; è stato più volte relatore del Parlamento europeo sui programmi per la ricerca, l'innovazione e le infrastrutture tecnologiche, in particolare riguardo alla politica spaziale e al programma europeo per la navigazione satellitare.
Nel 1997 è stato eletto consigliere comunale di Genova; nello stesso periodo ha fondato "Genova-startup", un'associazione di piccole e medie imprese ad indirizzo tecnologico del territorio ligure.
Lavora oggi come delegato di Alenia Spazio (Leonardo) per le relazioni europee e i programmi di ricerca e sviluppo promossi dalle istituzioni europee. Scrive per i quotidiani Il Secolo XIX e La Stampa ed è autore del libro di divulgazione scientifica "La Vetta".
Nel 2004 ha partecipato in qualità di attore e consulente scientifico al film fantascientifico benefico "InvaXön - Alieni in Liguria", girato insieme alla band genovese Buio Pesto e ad altri illustri personaggi liguri, e nel 2007 alla serie tv di fantascienza "InvaXön - Alieni nello spazio", continuazione del film. Compare anche, in brevi cameo, nei film Capitan Basilico, Capitan Basilico 2 e 12 12 12.

## Onorificenze e Riconoscimenti
- Gli è stato dedicato un asteroide, 9897 Malerba.
- Medaglia Colombiana della Città di Genova (1992).

## Pubblicazioni
- Franco Malerba, La vetta-The summit, SAGEP, 2015, ISBN 978-8863733983.
- Franco Malerba, Professione astronauta. La lunga strada per arrivare allo Spazio, SAGEP, 2018, ISBN 978-8863735741.

## Partecipazioni TV
- Partecipazione come ospite nel programma televisivo "SpaceWalks" di Emilio Cozzi, Marco Falorni e Andrea Frassoni andato in onda su Rai 4 e Rai Play[3]